# Arikapu (sprog)
Arikapú er et indianersprog i Rondôndia i Amazonasjunglen med kun 2 nulevende sprogbrugere, begge ældre mennesker. Arikapú tilhører yabuti-sprogstammen.
Den hollandske feltarbejder Hein van der Voort har lavet sproglig dokumentationsarbejde og sprogbeskrivelse af Arikapú-sproget.